# Награды Калужской области
Награ́ды Калу́жской о́бласти — награды субъекта Российской Федерации учреждённые Правительством Калужской области, согласно Законам Калужской области о наградах и почётных званиях Калужской области.
Награды предназначены для поощрения работников учреждений, организаций и предприятий Калужской области, военнослужащих, сотрудников силовых ведомств, а также иных граждан Российской Федерации и граждан иностранных государств, за заслуги перед Калужской областью.

## Перечень наград

### Высшая награда
| Изображение награды | Наименование награды                                                                                      | Дата учреждения   | Правила награждения | Источник |
| ------------------- | --- | ----------------- | --- | --- |
|                     | Звание «Почётный гражданин Калужской области» ––– (Нагрудный знак «Почётный гражданин Калужской области») | 30 июня 1995 года | Звание «Почётный гражданин Калужской области» присваивается Законодательным Собранием Калужской области персонально, пожизненно гражданам за выдающиеся заслуги в государственном и муниципальном управлении, защите прав человека, укреплении мира, развитии экономики, производства, науке, технике, культуре, искусстве, воспитании и образовании, здравоохранении, благотворительной и иной общественной деятельности, направленной на достижение экономического, социального и культурного благополучия Калужской области, за высокое профессиональное мастерство и многолетний труд, деятельность, способствующую всестороннему развитию Калужской области как субъекта Российской Федерации, повышению её роли и авторитета в Российской Федерации и за рубежом, а также за мужество, героизм, смелость и отвагу при выполнении служебного долга по защите Отечества. | Закон Калужской области от 30 июня 1995 года № 10 «О Почётном гражданине Калужской области» (с изменениями на 26 апреля 2012 года) |

### Медали
| Изображение награды | Наименование награды                                            | Дата учреждения      | Правила награждения | Источник |
| ------------------- | --------------------------------------------------------------- | -------------------- | --- | --- |
|                     | Медаль «За особые заслуги перед Калужской областью» I степени   | 7 июня 2004 года     | Медалью «За особые заслуги перед Калужской областью» награждаются граждане и организации за особые заслуги и высокие достижения в развитии экономики, производства, науки, техники, культуры, искусства, воспитания и образования, здравоохранения, охраны окружающей среды, укреплении законности, правопорядка и общественной безопасности, способствующие социально-экономическому и культурному развитию, росту благосостояния населения и повышению авторитета Калужской области. | Закон Калужской области от 07 июня 2004 года № 312-ОЗ «О медали Калужской области «За особые заслуги перед Калужской областью» |
|                     | Медаль «За особые заслуги перед Калужской областью» II степени  | 7 июня 2004 года     | См. «Правила награждения медалью «За особые заслуги перед Калужской областью» I степени». | Закон Калужской области от 07 июня 2004 года № 312-ОЗ «О медали Калужской области «За особые заслуги перед Калужской областью» |
|                     | Медаль «За особые заслуги перед Калужской областью» III степени | 7 июня 2004 года     | См. «Правила награждения медалью «За особые заслуги перед Калужской областью» I степени». | Закон Калужской области от 07 июня 2004 года № 312-ОЗ «О медали Калужской области «За особые заслуги перед Калужской областью» |
|                     | Медаль «За мужество и самоотверженность»                        | 19 октября 2023 года | Медаль «За мужество и самоотверженность» учреждена для награждения участников российского вторжения на Украину: волонтёров, участвующих в восстановлении разрушенных населённых пунктов, собирающих гуманитарную помощь; сотрудников силовых структур, рискующих жизнью в ходе борьбы с преступностью, во время стихийных бедствий, пожаров или катастроф и других чрезвычайных ситуаций. Для лиц награждённых медалью предусмотрена единовременная денежная выплата. | Информация об учреждении медали «За мужество и самоотверженность»                                                              |
|                     | Медаль «За медицинскую доблесть»                                | 10 апреля 2020 года  | Медаль «За медицинскую доблесть» учреждена для награждения особо отличившихся врачей и других медицинских работников, в том числе работавших в тяжёлых условиях эпидемии коронавирусной инфекции COVID-19 сложившейся весной 2020 года, за заслуги в борьбе с инфекцией, за недопущение очагов её распространения на территории Калужской области и других регионов Российской Федерации, проявивших мужество и самоотверженность при исполнении служебного долга в условиях, сопряжённых с риском для жизни. Для лиц награждённых медалью предусмотрена единовременная денежная выплата. | Закон Калужской области от 10 апреля 2020 года № 586-ОЗ «О медали Калужской области «За медицинскую доблесть»                  |
|                     | Медаль «За особые успехи в учении»                              | Июнь 2013 года       | Медаль «За особые успехи в учении» вручается выпускникам школ, завершившим освоение образовательных программ среднего общего образования, успешно прошедшим государственную итоговую аттестацию и имеющим итоговые оценки успеваемости «отлично» по всем учебным предметам, изучавшимся в соответствии с учебным планом, организациями, осуществляющими образовательную деятельность, в которых они проходили государственную итоговую аттестацию. Медаль учреждена после того, как вступивший в силу 1 сентября 2013 года закон «Об образовании» упразднил федеральные награды. Взамен министерство образования России разрешило регионам учреждать собственные награды, чем Калужская область и воспользовалась. | О вручении памятных медалей «За особые успехи в учении» ––– Количество выпускников-медалистов выросло почти в полтора раза     |

### Почётные знаки
| Изображение награды | Наименование награды                                                                   | Дата учреждения       | Правила награждения | Источник |
| ------------------- | -------------------------------------------------------------------------------------- | --------------------- | --- | --- |
|                     | Почётный знак «За личный вклад в развитие Калужской области»                           | 31 января 2017 года   | Почётный знак Губернатора Калужской области «За личный вклад в развитие Калужской области» является формой поощрения физических лиц Губернатором Калужской области за достижения в развитии экономики, производства, строительства, сельского хозяйства, науки, культуры и искусства, воспитания и образования, здравоохранения, социальной сферы, физической культуры и спорта, охраны окружающей среды, укреплении законности, правопорядка и общественной безопасности. Инициаторами ходатайства о поощрении почётным знаком вправе выступать коллективы организаций независимо от их организационно-правовой формы, органы государственной власти Калужской области, органы местного самоуправления Калужской области, а также территориальные органы федеральных органов государственной власти.                                       | Постановление губернатора Калужской области от 31 января 2017 года № 25 «О почётном знаке Губернатора Калужской области «За личный вклад в развитие Калужской области»                                                            |
|                     | Почётный знак «За заслуги в развитии физической культуры и спорта в Калужской области» | 18 сентября 2003 года | Почётным знаком «За заслуги в развитии физической культуры и спорта в Калужской области» награждаются тренеры, спортсмены, работники физической культуры и спорта, наиболее отличившиеся в спортивной сфере по совершенствованию системы физического воспитания населения, массовой физической культуры и спорта, спорта высших достижений, укреплению материально-технической базы в сфере физической культуры и спорта, и иные лица, внесшие большой вклад в развитие физической культуры и спорта в Калужской области. | Закон Калужской области от 18 сентября 2003 года № 701 «О почётном знаке «За заслуги в развитии физической культуры и спорта в Калужской области»                                                                                 |
|                     | Почётный знак имени Е. Р. Дашковой I, II и III степени                                 | 6 июня 2007 года      | Почётным знаком имени Е.Р.Дашковой награждаются обучающиеся - победительницы ежегодного областного конкурса по награждению Почётным знаком, проводимого уполномоченным органом исполнительной власти Калужской области в сфере образования, культуры и спорта, за успехи в фундаментальных и (или) прикладных научных исследованиях, имеющие научные публикации по данным видам работ, а также добившиеся успехов в учебе. Награждённым Почётным знаком в течение календарного года производится ежемесячная денежная выплата. | Закон Калужской области от 06 июня 2007 года (с изменениями на 28 декабря 2015 года) № 318-ОЗ «О награде Калужской области «Почётный знак имени Е.Р.Дашковой»                                                                     |
|                     | Почётный знак Евдокии Стрешневой                                                       | 29 июня 2012 года     | Почётным знаком Евдокии Стрешневой награждаются граждане за успехи в воспитании и просвещении детей, осуществлении благотворительной деятельности. Почётным знаком может быть награждён один из родителей (усыновителей), опекунов (попечителей), в том числе один из приемных родителей, обеспечивших или обеспечивающих полноценное физическое, интеллектуальное, духовное, нравственное развитие семерых и более детей, образующий социально ответственную семью и ведущий здоровый образ жизни, проживающий на территории Калужской области не менее 5 лет. Почётным знаком могут быть награждены граждане Российской Федерации и иностранные граждане за весомую благотворительную помощь жителям Калужской области, значительный вклад в дело сохранения и приумножения культурного и духовного наследия.                             | Закон Калужской области от 29 июня 2012 года № 302-ОЗ «О награде Калужской области «Почётный знак Евдокии Стрешневой» |
|                     | Почётный знак «За заслуги в развитии законодательства и парламентаризма»               | 17 октября 2013 года  | Почётный знак «За заслуги в развитии законодательства и парламентаризма» является наградой Законодательного Собрания Калужской области. Почётным знаком могут быть награждены граждане Российской Федерации, иностранные граждане, внесшие значительный вклад в развитие законодательства, парламентаризма Калужской области, гражданского общества, межпарламентских связей и укрепление законности, а также за активную общественно-политическую деятельность, многолетнюю плодотворную работу в Законодательном Собрании. Гражданам, награждённым Почётным знаком, выплачивается единовременное денежное поощрение. Почётный знак носится на правой стороне груди и при наличии государственных наград Российской Федерации и СССР, наград федеральных органов государственной власти, наград Калужской области располагается после них. | Постановление Законодательного Собрания Калужской области от 17 октября 2013 года № 934 «Об учреждении Почётного знака Законодательного Собрания Калужской области «За заслуги в развитии законодательства и парламентаризма» ––– |
|                     | Почётный знак «За вклад в развитие местного самоуправления»                            | 17 октября 2013 года  | Почётный знак «За вклад в развитие местного самоуправления» является наградой Законодательного Собрания Калужской области. Почётным знаком могут быть награждены граждане Российской Федерации, иностранные граждане, внесшие значительный вклад в становление и развитие местного самоуправления на территории Калужской области, в социально-экономическое развитие муниципальных образований Калужской области, в обеспечение достойной жизни населения Калужской области. Гражданам, награждённым Почётным знаком, выплачивается единовременное денежное поощрение. Почётный знак носится на правой стороне груди и при наличии государственных наград Российской Федерации и СССР, наград федеральных органов государственной власти, наград Калужской области располагается после них.                                                | Постановление Законодательного Собрания Калужской области от 17 октября 2013 года № 935 «Об учреждении Почётного знака Законодательного Собрания Калужской области «За вклад в развитие местного самоуправления»                  |

### Почётные звания
| Изображение награды                         | Наименование награды                                                                        | Дата учреждения     | Правила награждения | Источник                                                                                    |
| ------------------------------------------- | ------------------------------------------------------------------------------------------- | ------------------- | --- | ------------------------------------------------------------------------------------------- |
| Образец нагрудного знака к Почётным званиям | Почётные звания Калужской области ––– (Нагрудный знак к Почётным званиям Калужской области) | 9 октября 2003 года | Почётные звания Калужской области учреждены для награждения граждан за заслуги и большой личный вклад в социально-экономическое и культурное развитие Калужской области, высокое профессиональное мастерство, добросовестный труд, способствующие развитию Калужской области. Звания присваиваются работникам промышленности, сельского хозяйства, деятелям науки и техники, строителям, энергетикам, работникам образования, здравоохранения, физической культуры, спорта и туризма, государственной службы, муниципальной службы, социальной защиты населения, жилищно-коммунального хозяйства, экологической службы, сферы бытового обслуживания, дорожникам, экономистам, работникам транспорта, связи, культуры, торговли, средств массовой информации, юристам, сотрудникам органов внутренних дел, спасателям и пожарным, внёсшим значительный вклад в сфере своей профессиональной деятельности. Удостоенным почётных званий вручается соответствующий нагрудный знак. | Закон Калужской области от 9 октября 2003 года № 723 «О почётных званиях Калужской области» |

### Юбилейные медали
| Изображение награды | Наименование награды                                                      | Дата учреждения       | Правила награждения | Источник |
| ------------------- | ------------------------------------------------------------------------- | --------------------- | --- | --- |
|                     | Юбилейная медаль «В память 70-летия Победы в Великой Отечественной войне» | 19 марта 2015 года    | Юбилейная медаль «В память 70-летия Победы в Великой Отечественной войне» учреждена в целях поощрения граждан и организаций, внёсших вклад в патриотическое воспитание населения Калужской области и увековечение памяти о подвигах защитников Отечества, совершённых на территории Калужской области в годы Великой Отечественной войны 1941—1945 годов. Медалью могут быть награждены граждане Российской Федерации, иностранные граждане, лица без гражданства и организации, осуществляющие свою деятельность на территории Калужской области. На лицевой стороне медали представлено изображение уроженца Калужской области, маршала Победы Г.К. Жукова. Таким образом, награда способствует увековечиванию его памяти. | Закон Калужской области от 27 марта 2015 года № 707-ОЗ «О юбилейной медали Калужской области «В память 70-летия Победы в ВОВ» ––– |
|                     | Юбилейная медаль «60 лет Калужской области»                               | 7 июня 2004 года      | Юбилейная медаль «60 лет Калужской области» учреждена в ознаменование 60-летнего юбилея образования Калужской области. Медалью награждаются граждане и организации за активное участие и высокие достижения в социально-экономическом и культурном развитии Калужской области. | Закон Калужской области от 07 июня 2004 года № 313-ОЗ «О юбилейной медали Калужской области «60 лет Калужской области»            |
|                     | Юбилейная медаль «65 лет Калужской области»                               | 25 сентября 2009 года | Юбилейная медаль «65 лет Калужской области» учреждена в ознаменование 65-летнего юбилея образования Калужской области. Медалью награждаются граждане и организации за активное участие и высокие достижения в социально-экономическом и культурном развитии Калужской области. | Закон Калужской области от 25 сентября 2009 года № 570-ОЗ «О юбилейной медали Калужской области «65 лет Калужской области»        |
|                     | Юбилейная медаль «70 лет Калужской области»                               | 03 июня 2013 года     | Юбилейная медаль «70 лет Калужской области» учреждена в ознаменование 70-летнего юбилея образования Калужской области. Медалью награждаются граждане и организации за активное участие и высокие достижения в социально-экономическом и культурном развитии Калужской области. | Закон Калужской области от 03 июня 2013 года № 436-ОЗ «О юбилейной медали Калужской области «70 лет Калужской области»            |
|                     | Юбилейная медаль «75 лет Калужской области»                               | 22 июня 2018 года     | Юбилейная медаль «75 лет Калужской области» учреждена в ознаменование 75-летнего юбилея образования Калужской области. Медалью награждаются граждане и организации за активное участие и высокие достижения в социально-экономическом и культурном развитии Калужской области. Медалью могут быть награждены граждане Российской Федерации, иностранные граждане, лица без гражданства, а также организации, осуществляющие свою деятельность на территории Калужской области. | Закон Калужской области от 22 июня 2018 года № 358-ОЗ «О юбилейной медали Калужской области «75 лет Калужской области»            |
|                     | Юбилейная медаль «80 лет Калужской области»                               | Июнь 2023 года        | Юбилейная медаль «80 лет Калужской области» учреждается в ознаменование 80-летнего юбилея образования Калужской области. Медалью могут быть награждены граждане и организации за активное участие и высокие достижения в социально-экономическом и культурном развитии Калужской области. | Проект Закона Калужской области «О юбилейной медали Калужской области «80 лет Калужской области»                                  |

## Награды города Калуги
| Изображение награды | Наименование награды | Дата учреждения                                                  | Правила награждения | Источник |
| ------------------- | --- | ---------------------------------------------------------------- | --- | --- |
|                     | Звание «Почётный гражданин города Калуги» ––– (Нагрудный знак «Почётный гражданин города Калуги»)                                                         | Конец XIX века - - - 5 мая 1961 года - - - 14 сентября 1999 года | Звание «Почётный гражданин города Калуги» является высшей формой общественного признания выдающихся заслуг перед жителями города Калуги. Звание «Почётный гражданин города Калуги» присваивается гражданам Российской Федерации, жителям города Калуги, а также уроженцам Калуги проживающим вне города. Основанием для присвоения звания «Почётный гражданин города Калуги» являются Выдающиеся заслуги: - в сфере социально-экономического развития Калуги; - развития международных и внутрироссийских связей города; - обеспечение общественной безопасности и сохранности расположенного в городе имущества; - предотвращение и ликвидация последствий чрезвычайных ситуаций природного и техногенного характера; - подвижничество и благотворительность.                                                             | Постановление Гордумы города Калуги от 14 сентября 1999 года № 211 «Об утверждении положения о звании «Почётный гражданин города Калуги»» |
|                     | Нагрудный знак «За личный вклад в развитие Калуги» | 20 апреля 2005 года                                              | Нагрудный знак Городской Думы городского округа Город Калуга «За личный вклад в развитие Калуги» учреждён в целях поощрения граждан за деятельность, направленную на рост социально-экономического развития города Калуги, за высокие достижения в различных областях трудовой деятельности. Знаком награждаются граждане, осуществляющие свою деятельность на территории города Калуги. Основаниями для награждения являются существенный вклад гражданина в формирование социально-экономического развития города Калуги, активное участие в жизни и деятельности города. | Постановление от 20 апреля 2005 года № 59 «О системе поощрений в муниципальном образовании город Калуга»                                  |
|                     | Звание «Заслуженный работник муниципального образования Город Калуга» ––– (Нагрудный знак «Заслуженный работник муниципального образования Город Калуга») | 20 апреля 2005 года                                              | Звание «Заслуженный работник муниципального образования Город Калуга» присваивается высокопрофессиональным работникам органов местного самоуправления, организаций различных форм собственности за заслуги перед муниципальным образованием «Город Калуга», работающим по специальности 12 и более лет. Удостоенному звания «Заслуженный работник муниципального образования Город Калуга» в торжественной обстановке председателем Городской Думы или его заместителем вручается нагрудный знак и единовременная премия. | Постановление от 20 апреля 2005 года № 59 «О системе поощрений в муниципальном образовании город Калуга»                                  |
|                     | Памятная медаль «80 лет со дня освобождения Калуги от немецко-фашистских захватчиков»                                                                     | 8 декабря 2021 года                                              | Памятная медаль «80 лет со дня освобождения Калуги от немецко-фашистских захватчиков» учреждена Калужской городской Думой в честь 80-летия освобождения города Калуги от немецко-фашистских оккупантов в 1941 году. Медалью награждаются ветераны Великой Отечественной войны, ветераны и инвалиды боевых действий, ветераны военной службы, несовершеннолетние узники концлагерей, граждане, внёсшие большой вклад в патриотическое воспитание молодёжи, добившиеся значительных успехов в области образования, культуры и искусства, реализующие общественно-полезную деятельность, направленную на увековечении памяти о Великой Отечественной войне. Памятная медаль «80 лет со дня освобождения Калуги от немецко-фашистских захватчиков» носится на левой стороне груди ниже государственных и ведомственных наград. | Информация об учреждении награды ––– |